# 代姆雷
代姆雷（土耳其語：Demre）是土耳其的城鎮，位於該國東南部托魯斯山脈西部，由安塔利亞省負責管轄，面積473.2平方里，海拔高度10米，2010年人口15,899，人口密度為每平方公里33.6人。

## 外部連結
- Demre municipality（页面存档备份，存于）
- Photos from Demre（页面存档备份，存于）
- Information on Kale